# Xenistius
Xenistius es un género de peces de la familia Haemulidae.

## Especies
- Xenistius californiensis (Steindachner, 1876)
- Xenistius peruanus Hildebrand, 1946

## Sistemática
El género Haemulon se determinó como parafilético en estudios moleculares que mostraron que Haemulon chrysargyreum se agrupaba con Xenistius californianus. El género Brachygenys, creado por Felipe Poey en 1868, fue revivido para incluir estas especies y asegurar la monofilia de Haemulon. El género también incluye las demás especies de Xenistius y Xenocys. Estos cambios son reconocidos por el Catálogo de Peces, convirtiendo a Xenistius en sinónimo de Brachygenys.